# Sankt Lukas kyrka, Kallhäll
Sankt Lukas kyrka är en kyrkobyggnad som tillhör Järfälla församling i Stockholms stift. Kyrkan ligger i nära anslutning till Kallhälls centrum i den nordvästra delen av Järfälla kommun.

## Historik
År 1959 fick Kallhäll egen präst. Lokal kyrklig verksamhet hade då bedrivits där i mer än tio år med bland annat syförening och söndagsskola. På 1950-talet startade man egen gudstjänstverksamhet. Den 3 maj 1964 invigdes S:t Lukassalen i Kallhälls centrum och kyrklig verksamhet pågick där fram till 1977 då nuvarande kyrka färdigställts.

## Kyrkobyggnaden
Sankt Lukas kyrka uppfördes åren 1976–1977 efter ritningar av Jerk Alton och invigdes 9 oktober 1977 av biskop Ingmar Ström. Byggnadskomplexet har en stomme av betong och består av en kyrka med församlingslokaler. Ytterväggarna är klädda med gult fasadtegel som har infärgade gula fogar. Högsta delen av byggnadskomplexet är kyrkorummet som har en kvadratisk planform och rymmer 125 personer. Dess orientering är öst-västlig med kor i öster. Vid dess västra sida finns en församlingssal som rymmer 90 personer och som skiljs från kyrkorummet med ett antal furudörrar. Genom att öppna furudörrarna kan kyrkorummet förstoras. Vid kyrkorummets norra sida ligger sakristian.
Över kyrkorummets ingång finns ett mosaikfönster där en oxe är avbildad. Oxen är symbolen för evangelisten Lukas som kyrkan är uppkallad efter. Fönstrets motiv är formgivet av Britta Reich-Eriksson som även har utformat korfönstrets glasmålning bakom dopfunten. Korfönstrets motiv är livets träd, men det  symboliserar även Andens frukter som är markerade med nio röda punkter (Galaterbrevet 5:22-23). Västra fönstrets glasmålning har motivet Vinterträdet och återges med dämpade färger i gult och grått. Eftersom pengar saknades kom glasmålningen på plats först år 2000, men dess skiss är samtidig med skisserna till övriga glasfönster. Längst fram i kyrkorummet hänger en stor ljusring med tolv lampor som symboliserar de tolv apostlarna. Lampetter på kyrkväggarna ger ytterligare belysning.
Norr om kyrkan finns ett fristående 16 meter högt klocktorn som kröns med ett kors. Liksom kyrkan är tornet klätt med gult fasadtegel. I tornet hänger två kyrkklockor som är gjutna av Bergholtz klockgjuteri i Sigtuna. Storklockan väger 500 kilogram medan lillklockan väger 300 kilogram.
Sankt Lukas kyrka är skyddad enligt lagen om kulturminnen genom Riksantikvarieämbetets beslut den 19 april 1990.

## Inventarier
- Orgeln med 15 stämmor är byggd 1981 av Walter Thür Orgelbyggen. En flygel av märket Bechstein är tillverkad 1925. 1992 köptes fygeln in av Kyrkostiftelsen och skänktes till församlingen.
- Altarkrucifixet av brons är utfört 1977 av Liss Eriksson. Ett starkt stiliserat kors glider över i formen av en människa med uträckta händer. Korsfiguren står på en vit sten.
- Altartavlan är en fårskinnsmosaik utförd av Britta Reich-Eriksson. I förgrunden finns ett vitt lamm och i bakgrunden ett svart.
- En kormatta i röllakan med mönster i blått är vävd 1994 vid Propersona väveri i Stockholm.
- Dopfunt, predikstol, altare och knäfall är ritade av kyrkans arkitekt Jerk Alton. De är byggda i trä som har laserats i blått och grått med guldinläggningar. Dopfuntens stativ bär upp en dopskål av mässing.
- Nuvarande uppsättning kyrksilver levererades 1985 av Atelier Borgila i Stockholm. Tidigare kyrksilver var också tillverkat av Atelier Borgila men stals vid ett inbrott 1984.
- En vit mässhake av linneväv är tillverkad på 1960-talet. En mässhake i grönt linne och bomull är komponerad av Anna Lisa Odelqvist-Kruse och tillverkad av ateljé Libraria. Mässhaken har ett guldkors. Övriga mässhakar tillkom 1977, en i vitt linne komponerad av Anna Lisa Odelqvist-Kruse och gjord på Libraria, en i rött ylle utförd av Gunilla Schildt i Sigtuna samt en i blått ylle tillverkad av Vanja Brunzell i Uppsala.

## Bildgalleri

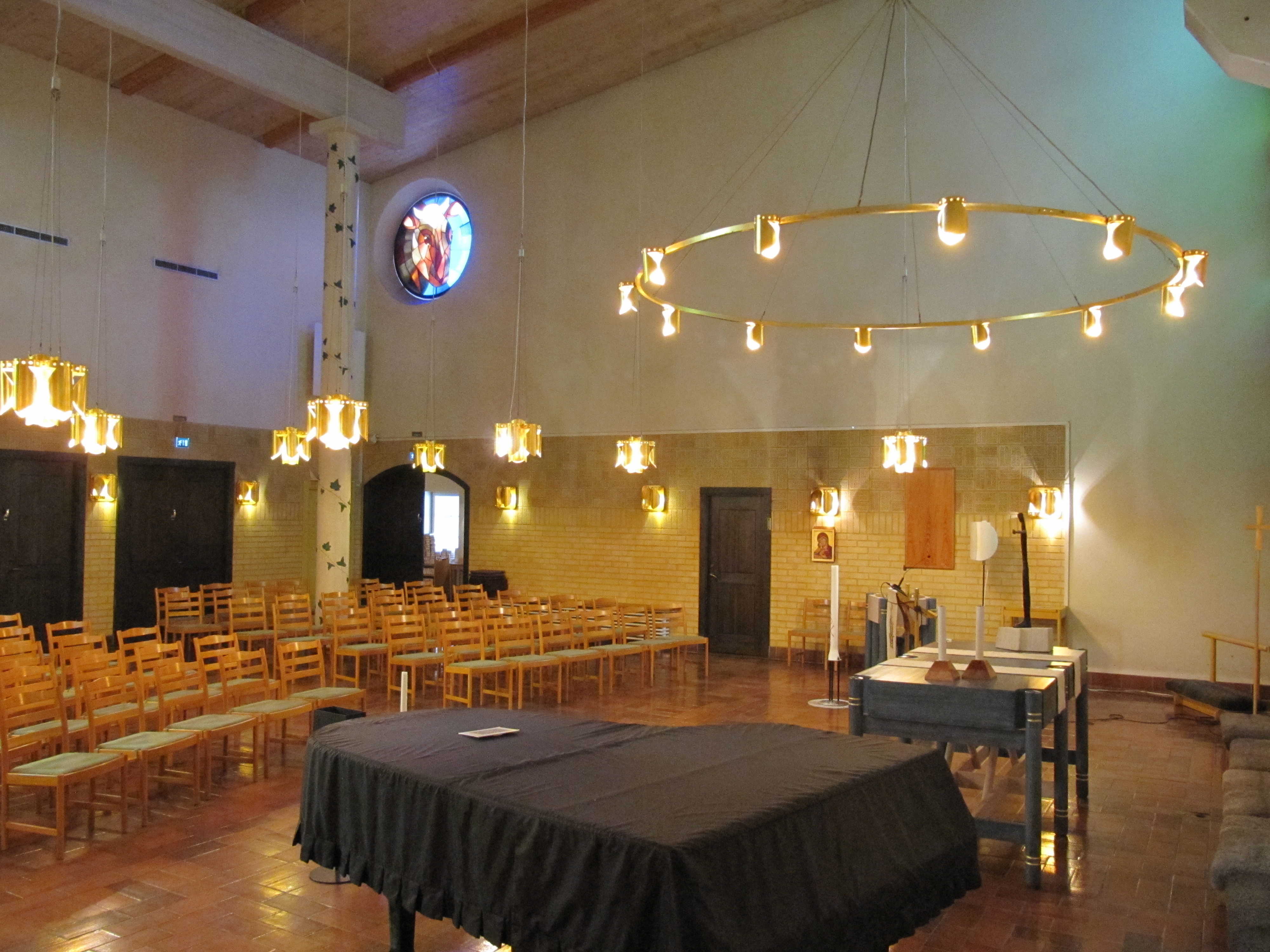
Kyrkorummet mot nordväst.
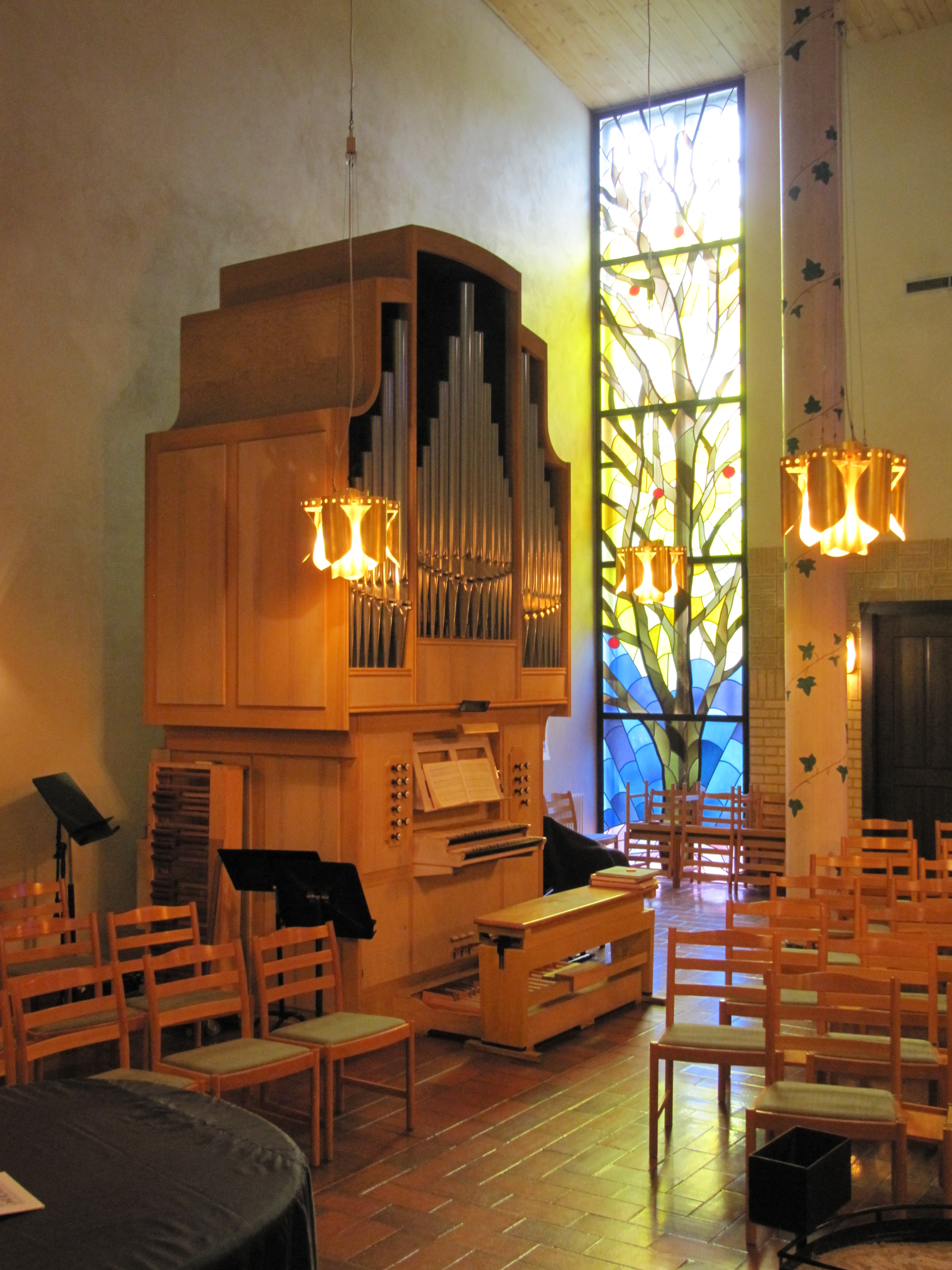
Orgeln och västra fönstret.
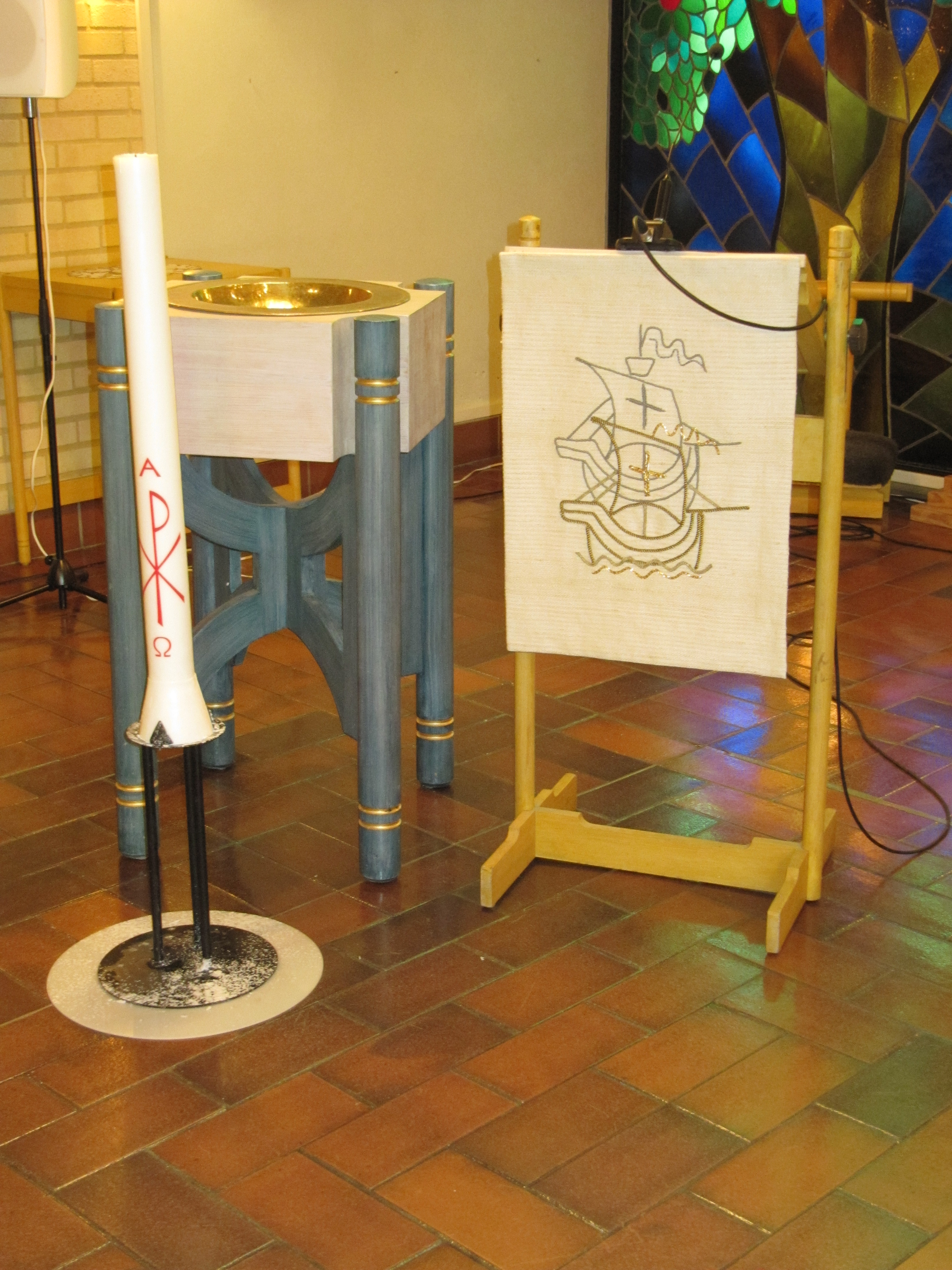
Dopfunt och ambo (den flyttbara talarstolen).
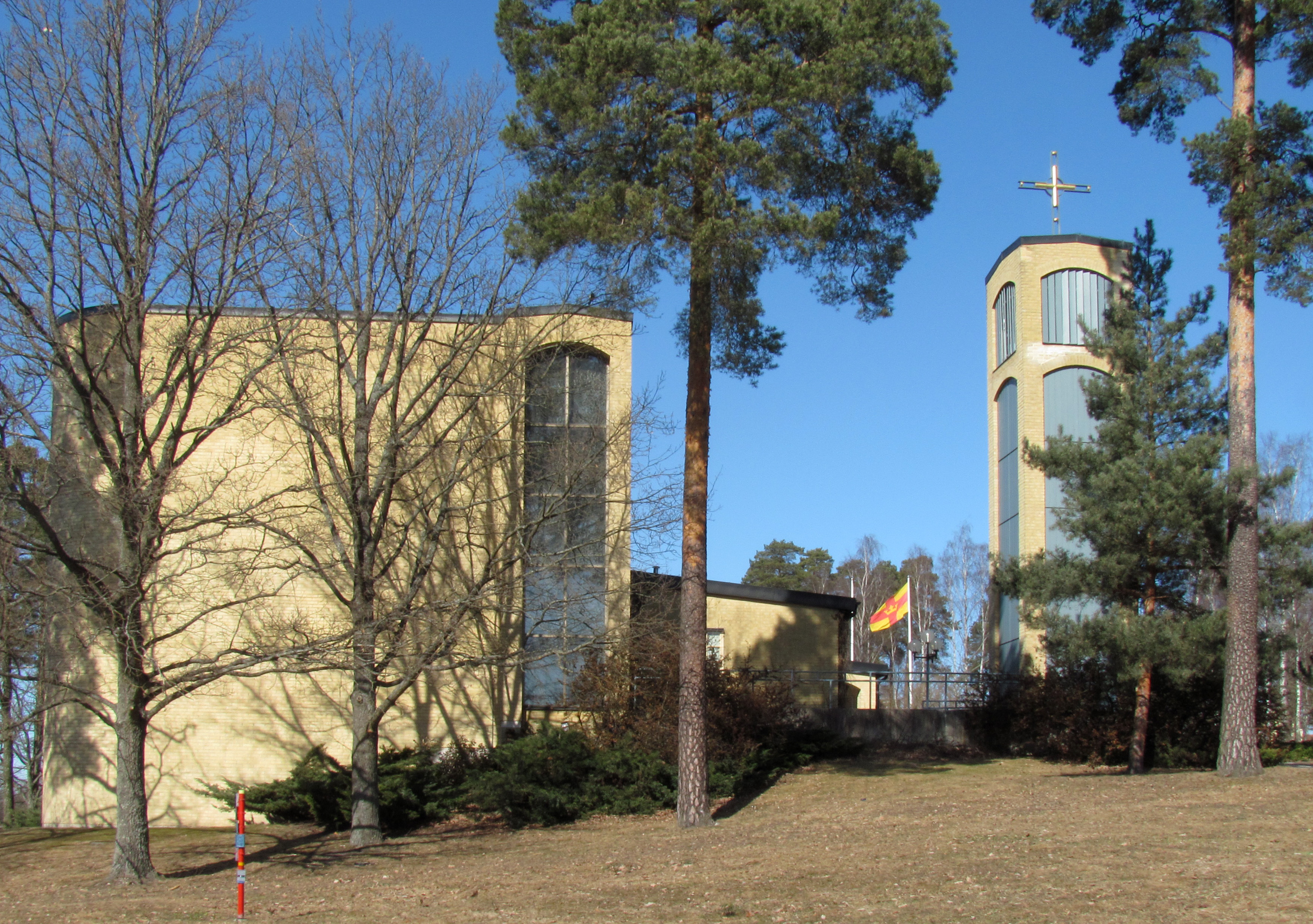
Kyrkan från öster.